# Équipe de Russie de rugby à XV des moins de 20 ans
L'équipe de Russie des moins de 20 ans est constituée par une sélection des meilleurs joueurs russes de rugby à XV de moins de 20 ans, sous l'égide de la fédération russe de rugby à XV.

## Histoire
L'équipe de Russie des moins de 20 ans est créée en 2008, remplaçant les équipes de Russie des moins de 21 ans et des moins de 19 ans à la suite de la décision de l'IRB en 2007 de restructurer les compétitions internationales junior. Elle participe chaque année, suivant son classement, au Trophée mondial junior.
En 2010, alors que l'édition annuelle (en) est organisée « à domicile », les jeunes Russes atteignent le match de classement pour la 3e place, disputé contre la Roumanie. Alors que les deux équipes font score égal, les locaux inscrivent la pénalité de la victoire à la 12e minute du temps additionnel, leur permettant de décrocher la médaille de bronze.
La sélection est un temps enregistrée par la Fédération en tant qu'équipe réserve de l'équipe nationale senior ; cette particularité est abolie par les règlements de World Rugby à compter du 1er janvier 2018,.

## Palmarès
- Trophée mondial de rugby à XV des moins de 20 ans :
  - Troisième : 2010 (en).
  - Sixieme : 2011 (en).
  - Huitième : 2012 (en).
- Championnat d'Europe de rugby à XV des moins de 20 ans
  -  3e en 2017
  -  3e en 2018
  -  3e en 2021